# なちゅらるばけーしょん
『なちゅらるばけーしょん』は、2017年12月22日にhibiki worksより発売されたアダルトゲーム。

## あらすじ
父の実家のある流水町で祖父と暮らすことになった主人公は二人の少女に出会う。

## 登場人物
春原 望
本作の主人公。
藤咲 遥（ふじさき はるか）
声 - 花澤さくら
身長：160cm 86(F)/58/86 A型
家庭的で面倒見の良い女の子。
更科 柚季（さらしな ゆずき）
声 - 柚原みう
身長：153cm 84(E)/57/83 O型
漁師の家の娘。

## スタッフ
- 原画 - 浅海朝美
- シナリオ - 水瀬拓未、中島大河